# 肥土尚弘
肥土 尚弘（ひど なおひろ、1937年7月16日 - ）は、日本の俳優、声優。熊本県出身。

## 略歴
日本大学中退。
1960年、劇団七曜会に入団。1963年6月30日に七曜会が解散した後、七の会の設立に参加し、1965年8月、劇団現代人の設立に参加。その後は新劇場を経て、さち子プロに所属していた。

## 出演作品

### テレビドラマ

#### NHK
- 次郎物語（1964年）
- 事件記者 第265話「花道」（1965年）
- 大河ドラマ
  - 勝海舟 第49話「赤心」、第50話「江戸焦土作戦」（1974年） - ひょろ松
  - 獅子の時代（1980年） - 密偵

#### 日本テレビ
- おれは男だ! 第8話「剣道部レッツ・ゴー!」（1971年）
- 剣と風と子守唄 第13話「戦場の天使」（1975年） - 伊作
- 太陽にほえろ!
  - 第204話「厭な奴」（1976年）
  - 第467話「スコッチ非情」（1981年）
- 伝七捕物帳 第120話「子は宝 情の折檻」（1976年） - 平次
- 新五捕物帳 第9話「涙を背負った赤ん坊」（1977年）
- 桃太郎侍 第233話「遠州路の決闘!」（1981年）

#### TBS
- 七人の刑事
  - 第1シーズン 第101話「乾いた土地」（1963年）
  - 第3シーズン 第58話「花嫁が消えた」（1979年）
- いまに見ておれ 第4、6話
- 近鉄金曜劇場 / 太陽をさがせ 第5話（1964年）
- 青年同心隊 第3話「虹を追っかけろ」（1964年）- 牛松
- 渥美清の泣いてたまるか 第40話「僕もガードマン」（1967年）
- チャコねえちゃん 第5話「ボクは誰の子」（1967年） - 酒屋の小僧
- コメットさん 第1期 - 酒屋のサブ
  - 第4話「怪盗ドロゴン退治」（1967年）
  - 第20話「オモチャの反乱」（1967年）
  - 第29話「怒るのはナーシ」（1968年）
- 東芝日曜劇場
  - なくてはならぬものがたり（1969年）
  - 妹（1970年)
  - 出来ごころ（1970年）
  - 女と味噌汁
    - その19（1971年）
    - その22（1972年）

  - 忘れないでくれ（1971年）
  - すぎし去年（1971年）
  - 心（1972年）
  - あによめ（1972年）
  - 彩舟流し（1974年）
  - 明日また（1975年）
  - 「野分」より 白い花匂う（1975年）
  - おんなの家 その三（1975年）
  - 誰も知らない愛（1975年） - 店員
  - 幸子の恋（1976年）
  - 娘よ その3（1977年）
  - あしたの海（1977年） - 患者
  - 女たちの忠臣蔵（1979年）
  - 山椿（1980年） - 留七
  - 思い違い（1981年）
- プロフェッショナル 第8話「恐怖の午前0時」（1969年）
- 時間ですよ
  - 第1シリーズ（1970年）
    - 第10話
    - 第17話

  - 第3シリーズ 第18話（1973年）
- 大岡越前 第1部 第7話「濡れぎぬ」（1970年） - 目明し松造
- 俄－浪華遊侠伝－ 第5話（1970年）
- なんたって18歳! 第43話「剣豪まどか」（1972年）
- 刑事くん
  - 第2部
    - 第6話「あれから君は」（1973年）
    - 第50話「頑張れ! 豆記者くん」（1974年）

  - 第4部 第1話「青春は走る」（1976年）
- サンデービッグプレゼント / 愛といのち（1973年）
- 木下恵介・人間の歌シリーズ
  - それぞれの秋 第5話（1973年）
  - もうひとつの春 第1話（1975年）
- ウルトラマンタロウ 第27話「出た! メフィラス星人だ!」（1973年） - 安田（酒屋）
- 天皇の世紀 第二部 第25話「武士の城」（1974年） - 醍醐忠敬
- 寺内貫太郎一家 第36話（1974年） - 営業マン
- なつかしき海の歌（1975年）
- 高原へいらっしゃい 第4、5話（1976年）[4]
- 青春の門 第一部「筑豊編」 第5話（1976年）
- 赤い運命 第19話「父の決断の時は来た」（1976年）
- すぐやる一家青春記 第7話「お元気ですか!」、第8話「全員出動せよ!」（1977年）
- Gメン'75
  - 第209話「女が見ていた焼殺事件」（1979年） - ラーメン屋主人
  - 第243話「奇妙な男と女のギャング」（1980年） - 安田（印刷屋）
  - 第272話「東京-神戸電話殺人」（1980年） - 農夫

#### フジテレビ
- 新忍者部隊月光 第6、7話「3ドラム作戦 -前・後篇」（1966年） - 幻同盟の部下
- フラワーアクション009ノ1 第13話「君は可愛いボクのニャロメ」（1969年）
- おらんだ左近事件帖 第11話「帰って来た男」（1971年） - 太吉
- さすらいの狼（1972年）
  - 第15話「罠を放った矢場の女」
  - 第24話「九人目の刺客」
- ライオン奥様劇場
  - 女の坂道（1973年） - 仙太郎
  - 愛染かつら（1974年）
- 銭形平次 (大川橋蔵) 第362話「ついてない男」（1973年） - 茂十
- 特捜記者 第8話「“外出した死体”より 消えた女の死体」（1974年）
- 新宿警察（1976年）
  - 第19話「新宿 エロチカ」
  - 第24話「青い目の傷痕」
- 逢えるかも知れない 第6、9話（1976年）
- ご存知!女ねずみ小僧 第16話「浮世絵 海を渡る」（1977年） - 駕籠人足
- 花王名人劇場 / 津軽三味線よされぶし 第一部「望郷篇」（1979年）
- 闇を斬れ 第14話「妻恋い逃亡・男でない男」（1981年）

#### テレビ朝日
- おかあさん劇場 東京のこだま / PTA奥様は黒がお好き（1965年）
- 特別機動捜査隊
  - 第319話「おんなのブルース」（1967年） - 呼び込み
  - 第322話「寒いクリスマス」（1967年） - 安
  - 第455話「金髪と口紅」（1970年） - 有田
  - 第592話「霧の中の焼死体」（1973年） - 佐竹
  - 第759話「破れ三味線」（1976年） - 喜田
  - 第776話「地獄舞」（1976年） - スーちゃん
  - 第796話「夕陽の波止場」（1977年） - 井出
- 五番目の刑事 第13話「テレビ指名手配129号」（1969年） - 田代
- 鬼平犯科帳（松本幸四郎版） 第1シリーズ 第22話「血闘」（1970年） - 矢助
- 人形佐七捕物帳 第11話「怪談・捕物三つ巴」（1971年） - 太吉
- 非情のライセンス 第1シリーズ 第19話「兇悪の夢」（1973年） - 若者
- 仮面ライダー 第33話「鋼鉄魔人アルマジロング」（1971年） - 村人
- さすらいの狼 第16話「竜の心にしゃくなげ一輪」（1972年）
- 人造人間キカイダー 第9話「断末魔! 妖鳥レッドコンドル」（1972年） - 村人
- 変身忍者 嵐 第43話「100万年妖怪のミラー地獄!!」（1973年）[5]
- イナズマン 第8話「恐怖砂あらし! 大空港沈没!!」（1973年） - 徳助[5]
- どっこい大作 第40話「くたばれ! ニセ日本一!!」（1973年）
- 右門捕物帖 第31話「切腹」（1974年）
- がんばれ!!ロボコン
  - 第40話「キラパッパ!! 七夕に消えたロビンちゃん」（1975年） - 老人の執事
  - 第114話「ギックラコ!! 怪人二面相だ!!」（1977年） - 怪人二面相
- 破れ傘刀舟悪人狩り 第56話「闇に咲く白粉花」（1975年） - 松造
- がんばれ!レッドビッキーズ 第4話「負けてたまるか妹に」（1978年） - 大山明治
- 浮浪雲（渡哲也版）（1978年） - 幇間
  - 第1話
  - 第4話
  - 第6話
- 花よめは16歳 第27話「愛の小犬はキューピット!!」（1980年）
- ザ・ハングマン 燃える事件簿 第5話「死体を喰うマンション」（1980年）
- 宇宙刑事ギャバン 第21話「踊ってチクリ大ピンチ ハニー作戦よ!」（1982年） - 夫[6]

#### 東京12チャンネル
- プレイガール
  - 第11話「女の武器は小麦肌」（1969年）
  - 第39話「女一匹けんか仁義」（1969年）
  - 第76話「勇み肌きょうだい仁義」（1970年）
  - 第83話「田舎っぺ残侠伝」（1970年）
  - 第262話「金があれば年の差なんて!」（1974年）
- 女殺し屋 花笠お竜 第22話「長脇差から愛をこめて」（1970年）
- 江戸川乱歩シリーズ 明智小五郎 第22話「怪人ゴリラ男 恐怖王より」（1970年）
- 疾風同心 第9話「狙われたドジな奴」（1978年）
- ザ・スーパーガール 第14話「白昼の悪夢 レイプされた人妻は?」（1979年）
- ミラクルガール 第4話「女が欲望に賭けるとき」（1980年）

### テレビアニメ
- 怪物くん（1968年）
- 科学忍者隊ガッチャマン（1973年、隊員、技師）

### 人形劇
- サンダーバード